# Cimalp
Cimalp è un'azienda francese specializzata nella produzione di abbigliamento tecnico e attrezzature per sport all'aria aperta. Fondata nel 1964 da Paul Sailler, l'azienda ha sede a Saint-Marcel-lès-Valence, in Francia. A gennaio 2025, l'azienda diventa fornitore ufficiale della Federazione Francese della Montagna e dell’Arrampicata.

## Storia
Cimalp è stata fondata nel 1964 da Paul Sailler, un imprenditore della regione dell'Isère appassionato di alpinismo. Il marchio ha introdotto i suoi primi pantaloni da alpinismo elasticizzati, sviluppati in collaborazione con i tessuti di Nemours. Negli anni '80 e '90, l'azienda ha modificato la propria produzione, utilizzando combinazioni di materiali come cotone ed elastan e integrando rinforzi in Cordura nei pantaloni tecnici.
Nel 1991, Cimalp è stata acquisita dalla Manufacture Drômoise de Confection, allora guidata da Raymond Marsanne.  Nel 2008, la direzione dell'azienda è passata a Lionel Marsanne, figlio di Raymond Marsanne.
All'inizio del 2016, Cimalp ha costituito il suo primo team di Trail, composto da 12 atleti, e ha supportato atleti come Marie Dorin-Habert e Muriel Hurtis. Nel marzo 2018, il marchio ha lanciato una linea di occhiali da sole con lenti fotocromatiche, seguita a maggio dello stesso anno dalla presentazione di un prototipo di giacca da alpinismo con pannelli solari, progettata per generare energia.
Nell'ottobre 2018, Cimalp ha avviato il progetto "Chamois", mentre nel novembre 2021 ha introdotto la linea "RainProtekt", dedicata all'abbigliamento impermeabile per il ciclismo. All'inizio del 2023, l'azienda ha annunciato la costruzione di un nuovo edificio a Saint-Marcel-lès-Valence, nella Drôme, destinato a ospitare uffici, un negozio e un'area logistica. Nell'aprile 2023, Cimalp ha presentato le "X-race", una nuova linea di scarpe per la corsa outdoor.

## Sponsorizzazioni
Nell'agosto 2022, Cimalp ha stabilito una partnership ufficiale con il Tignes Trail, un evento dedicato alla corsa in montagna. La collaborazione è stata rinnovata un anno dopo. Nel gennaio 2023, l'azienda ha annunciato la sponsorizzazione del team di sled dog Coste RaceDog.

## Riconoscimenti e premi
2015: Vincitore del French Outdoor Award.